# 20 kilomètres marche masculin aux championnats du monde d'athlétisme 2019
Pour un article plus général, voir Championnats du monde d'athlétisme 2019.
Navigation
Londres 2017 Eugene 2022
L'épreuve du 20 kilomètres marche masculin des championnats du monde de 2019 se déroule le 4 octobre 2019 dans les rues de Doha, au Qatar.

## Résultats
| Rang                     | Nom                   | Nationalité             | Temps   | Notes |
| ------------------------ | --------------------- | ----------------------- | ------- | ----- |
| Médaille d'or            | Toshikazu Yamanishi   | Japon                   | 1:26:34 |       |
| Médaille d'argent        | Vasiliy Mizinov       | Athlète neutre autorisé | 1:26:49 |       |
| Médaille de bronze       | Perseus Karlström     | Suède                   | 1:27:00 |       |
| 4                        | Christopher Linke     | Allemagne               | 1:27:19 |       |
| 5                        | Salih Korkmaz         | Turquie                 | 1:27:35 |       |
| 6                        | Koki Ikeda            | Japon                   | 1:29:02 |       |
| 7                        | Tom Bosworth          | Royaume-Uni             | 1:29:34 |       |
| 8                        | Wang Kaihua           | Chine                   | 1:29:52 |       |
| 9                        | Yin Jiaxing           | Chine                   | 1:29:53 |       |
| 10                       | Eiki Takahashi        | Japon                   | 1:30:04 |       |
| 11                       | Marius Žiūkas         | Lituanie                | 1:30:22 |       |
| 12                       | Erick Barrondo        | Guatemala               | 1:30:40 |       |
| 13                       | Caio Bonfim           | Brésil                  | 1:31:32 |       |
| 14                       | Massimo Stano         | Italie                  | 1:31:36 |       |
| 15                       | Dane Bird-Smith       | Australie               | 1:32:11 |       |
| 16                       | Kévin Campion         | France                  | 1:32:16 |       |
| 17                       | Hagen Pohle           | Allemagne               | 1:32:20 |       |
| 18                       | Andrés Chocho         | Équateur                | 1:32:49 |       |
| 19                       | Georgiy Sheiko        | Kazakhstan              | 1:32:53 |       |
| 20                       | Julio César Salazar   | Mexique                 | 1:33:02 |       |
| 21                       | Choe Byeong-kwang     | Corée du Sud            | 1:33:10 |       |
| 22                       | Álvaro Martín         | Espagne                 | 1:33:20 |       |
| 23                       | Brian Pintado         | Équateur                | 1:33:48 |       |
| 24                       | Gabriel Bordier       | France                  | 1:34:06 |       |
| 25                       | Matteo Giupponi       | Italie                  | 1:34:29 |       |
| 26                       | Miguel Ángel López    | Espagne                 | 1:35:00 |       |
| 27                       | Irfan Kolothum Thodi  | Inde                    | 1:35:21 |       |
| 28                       | Ivan Losev            | Ukraine                 | 1:35:42 |       |
| 29                       | Luis Henry Campos     | Pérou                   | 1:37:20 |       |
| 30                       | Viktor Shumik         | Ukraine                 | 1:37:23 |       |
| 31                       | Alex Wright           | Irlande                 | 1:37:33 |       |
| 32                       | Dawid Tomala          | Pologne                 | 1:38:15 |       |
| 33                       | Samuel Gathimba       | Kenya                   | 1:40:45 |       |
| 34                       | Eduard Zabuzhenko     | Ukraine                 | 1:41:04 |       |
| 35                       | Diego García          | Espagne                 | 1:41:14 |       |
| 36                       | Devender Singh        | Inde                    | 1:41:48 |       |
| 37                       | Kim Hyun-sub          | Corée du Sud            | 1:42:13 |       |
| 38                       | Wayne Snyman          | Afrique du Sud          | 1:43:57 |       |
| 39                       | Moacir Zimmermann     | Brésil                  | 1:44:16 |       |
| 40                       | Aliaksandr Liakhovich | Biélorussie             | 1:44:25 |       |
|                          | Rhydian Cowley        | Australie               | DNF     | DNF   |
| Cai Zelin                | Chine                 |                         | DNF     | DNF   |
| Mauricio Arteaga         | Équateur              |                         | DNF     | DNF   |
| Nils Brembach            | Allemagne             |                         | DNF     | DNF   |
| José María Raymundo      | Guatemala             |                         | DNF     | DNF   |
| Carlos Sánchez Cantera   | Mexique               |                         | DNF     | DNF   |
| Richard Vargas           | Venezuela             |                         | DNF     | DNF   |
| Jhon Alexander Castañeda | Colombie              | DQ                      | DQ      |       |
| Callum Wilkinson         | Royaume-Uni           | DQ                      | DQ      |       |
| José Barrondo            | Guatemala             | DQ                      | DQ      |       |
| José Leyver Ojeda        | Mexique               | DQ                      | DQ      |       |
| José Mamani              | Pérou                 | DQ                      | DQ      |       |
| Evan Dunfee              | Canada                | DNS                     | DNS     |       |
| Giorgio Rubino           | Italie                | DNS                     | DNS     |       |

## Légende
Records et Performances
- AR : Record continental (area record)
- CR : Record des championnats (championship record)
- MR : Record du meeting (meet record)
- NR : Record national (national record)
- OR : Record olympique (olympic record)
- PR : Record paralympique (paralympic record)
- PB : Record personnel (personal best)
- SB : Meilleure performance personnelle de la saison (season's best)
- WL : Meilleure performance mondiale de l'année (world leader)
- WJR : Record du monde junior (world junior record)
- WR : Record du monde (world record)

Circonstances et Conditions
- DNF : N'a pas terminé (did not finish)
- DNS : N'a pas pris le départ (did not start)
- DQ : Disqualification (disqualification)
- NM : Aucun essai valable enregistré (No Mark)
- Q : Qualifié « directement » au prochain tour (ou à la prochaine compétition), lors d'une compétition majeure, grâce au classement ou à la réalisation des minima (automatic qualifier)
- q : Qualifié au prochain tour (ou à la prochaine compétition), lors d'une compétition majeure, grâce au repêchage ou à la réalisation de l'une des meilleures performances parmi celles des « non qualifiés directement » (grâce au meilleur temps ou à la meilleure distance par exemple) (secondary qualifier)